# Mariinskitheater
Het Mariinskitheater (Russisch: Мариинский театр, Mariinski teatr) is een toonaangevend opera- en ballethuis in Sint-Petersburg. Het staat sinds 1988 onder het artistiek leiderschap van Valeri Gergiev. Het theater draagt de naam van tsarina Maria Alexandrovna. Het theater heeft in het verleden verschillende andere namen gedragen, waaronder tussen 1935 en 1992 Kirovtheater, naar de politicus Sergej Kirov. Het balletgezelschap gebruikt voor zijn internationale tournees tot op heden de naam Kirovballet.
Het huidige gebouw dateert uit 1860 en is ontworpen door Alberto Cavos. Het gebouw wordt thans uitgebreid en gerenoveerd, waarvoor de Franse architect Dominique Perrault werd aangetrokken.
Het Mariinskitheater is eind twintigste eeuw vooral bekend geworden door de vele optredens in West-Europa van het orkest en zijn chef-dirigent Valeri Gergiev. Gergiev was tot 2008 ook chef-dirigent van het Rotterdams Philharmonisch Orkest. Nog steeds is hij als Honorary Conductor aan het Rotterdamse orkest verbonden.
Het gezelschap bestaat uit ongeveer 100 operazangeressen en zangers, meer dan 70 danseressen en dansers, een volledig symfonieorkest, en een groot koor. Sinds 1998 is aan het Mariinski ook een Academy of Young Singers verbonden.